# Amt Ehrenburg

Karte des Amtes Ehrenburg (ca. 1820)

Das Amt Ehrenburg war ein historisches Verwaltungsgebiet der Grafschaft Hoya, später des Fürstentums Calenberg bzw. des Königreichs Hannover.

## Geschichte
Das Amt geht auf die 1346 erstmals belegte Grenzburg Ehrenburg zurück und erlangte durch die Binnenkolonisation der frühen Neuzeit einen beträchtlichen Umfang. Ab 1706 übernahm es auch die Verwaltung des benachbarten Amts Barenburg. 1823 wurden beide Ämter zum Amt Ehrenburg-Barenburg (ab 1852 wieder als Amt Ehrenburg bezeichnet) vereinigt. Im Zuge der Verwaltungsreform von 1852 trat das Amt die Gemeinden Barenburg, Dörrieloh, Groß und Klein Lessen, Lindern, Nordsulingen, Rathlosen, Ströhen, Sulingen, Varrel und Wehrbleck an das Amt Sulingen sowie ein Hof des sonst zum Amt Freudenberg gehörigen Dorfs Wedehorn an das Amt Freudenberg ab.  Im Jahr 1859 wurde das Amt Ehrenburg aufgehoben und seine Gemeinden auf die Ämter Sulingen und Freudenberg aufgeteilt.

## Umfang
Bei seiner Aufhebung (1859) umfasste das Amt folgende Gemeinden:
| - Abbenhausen - Altenmarhorst - Anstedt - Cantrup | - Heiligenloh - Mörsen - Natenstedt - Scharrendorf | - Schmalförden - Scholen - Schwaförden | - Stelle - Twistringen - Wesenstedt |

(*) an das Amt Sulingen; (**) an das Amt Freudenberg
- Karte mit allen verlinkten Seiten:
- OSM |
- WikiMap

## Amtmänner
- bis 1816 (?): Georg Ludwig von Reiche (1735–1816), Oberamtmann
- 1816–1833: Heinrich Conrad von Hinüber, Amtmann, ab 1833 Oberamtmann
- 1835–1841: Heinrich Ferdinand Frank, Amtmann
- 1842–1859: Harry von Trampe, Amtsassessor, ab 1849 Amtmann